# Laverne Bryan
Laverne Bryan (ur. 17 maja 1965) – lekkoatletka, pochodząca z Antigui i Barbudy, specjalizująca się w biegach sprinterskich.
Brała udział zarówno w biegu na 800 metrów, jak i na 1500 metrów na Letnich Igrzyskach Olimpijskich 1984, zajmując odpowiednio 6. i 11. miejsce w przedbiegach i 1988, klasyfikując się na 7. i 13. pozycji w eliminacjach. Była pierwszą kobietą, która reprezentowała Antiguę i Barbudę na igrzyskach olimpijskich.